# Жан II (Лотарингия)
Жан II или Йохан II, Жан II Лотарингски, Жан II Анжуйски, Жан Калабрийски (на френски: Jean II de Lorraine, Jean II d'Anjou, Jean de Calabre, * 2 август 1425, Нанси, † 6 декември 1470, Барцелона) от Дом Валоа-Анжу, е херцог на Калабрия (1435 – 1470) и Горна Лотарингия (1453 – 1470), княз на Жирона (1466 – 1470), маркграф на Пон-а-Мусон (1444 – 1470) и през 1458 г. титулярен крал на Неапол.

## Произход и управление
Жан II е най-големият син и наследник на Рене I от Анжу († 1480), титулярен крал на Неапол, херцог на Анжу, Бар и Горна Лотарингия, граф на Прованс, и на херцогиня Изабела († 1453).
През 1444 г. баща му Ренé му дава управлението на Лотарингия. През 1449 г. Жан II се бие на френска страна в Нормандия против Англия.
През 1453 г. майка му умира. Той я последва като херцог на Лотарингия и помага по-нататък на баща си в Южна Италия. През 1458 г. френският крал го прави губернатор на Генуа, от където генуезците го изгонват през 1461 г.
Жан II ръководи каталонския поход по нареждане на баща му и умира в Барселона на 6 декември 1470 г.

## Деца
Жан се жени през 1444 г. за Мари дьо Бурбон (* 1428, † 1448), дъщеря на Шарл I, херцог на Бурбон, и неговата втора съпруга Агнес Бургундска (1407 – 1476). Техните деца са:
- Ренé (* 1446, † млад)
- Николаус I (* 1448, † 1473), херцог на Лотарингия
- Изабела (* 1445, † млада)
- Мария (* 1447, † млада)

Освен това той има извънбрачните деца:
- Жан († 1504), бастард от Калабрия, граф на Briey
- Алберт, бастард от Калабрия, господар на Essey
- дъщеря, ∞ Джон от Шотландия
- Жана от Абанкур, бастард на Калабрия, ∞ Ахилес, бастард от Бово
- Маргарете, бастард от Калабрия